# Coenonympha typhon
Coenonympha typhon är en fjärilsart som beskrevs av Dyar 1902. Coenonympha typhon ingår i släktet Coenonympha och familjen praktfjärilar. Inga underarter finns listade i Catalogue of Life.